# ثيوم سبط
ثيوم السبط نوع نباتي عشبي يتبع جنس الثيوم وينتمي للفصيلة النجيلية. يتواجد في شبه الجزيرة العربية.

## البيئة والانتشار
يفضل المناطق السهلية المستوية والأراضي الرملية ضمن المنطقة الجبلية، ويندر تواجده على سفوح الجبال الصخرية. ويتركز في منطقة خورفكان على جوانب الطرق، كما أن له انتشار قليل قرب الوديان.

## الوصف النباتي
النبات عشبة معمرة ذات قواعد متخشبة نوعاً ما. يصل ارتفاع النبات إلى حوالي 100 سم أو أكثر. السوق متصلبة ومتخشبة أيضاً. الورقة ذات نصل قاس وملتف حول نفسه، ويتراوح طولها ما بين 2 - 8.5 سم، وهي ذات حافة مستدقة. النورات الزهرية بانكلية أسطوانية الشكل نوعاً ما وتترتب السنيبلات بزوايا حادة على محور النورة، ويتراوح طول النورة من 7 - 11 سم، وقطرها من 0.80 - 1 سم وهي خشنة الملمس وسنيبلاتها سنانية ضيقة.

## الأهمية الاقتصادية
النبات ذو قيمة رعوية محدودة حيث لا تفضله الأغنام بسبب خشونته ولكن عند عدم توفر مصادر أخرى للرعي قد تلجأ إليه الحيوانات الرعوية كمصدر للغذاء. أما الإبل فهي تفضله كثيراً ويعد مستساغاً من قبلها.